# Adiyodiella valluvanadensis
Adiyodiella valluvanadensis är en stekelart som beskrevs av Priyadarsanan 2000. Adiyodiella valluvanadensis ingår i släktet Adiyodiella och familjen fikonsteklar. Inga underarter finns listade i Catalogue of Life.